# Starlight Express

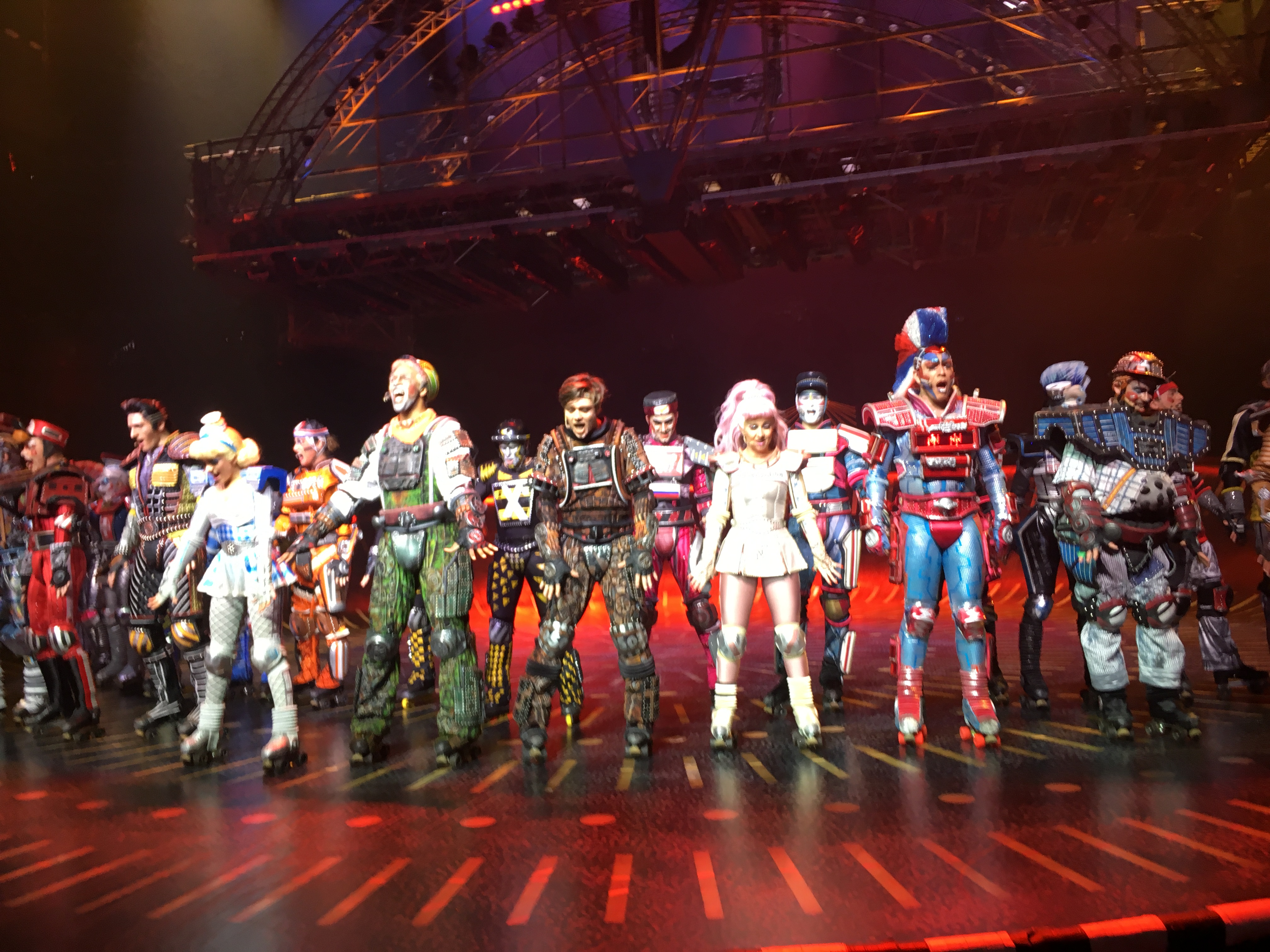
Starlight Express im Starlight Express Theater in Bochum (April 2018).

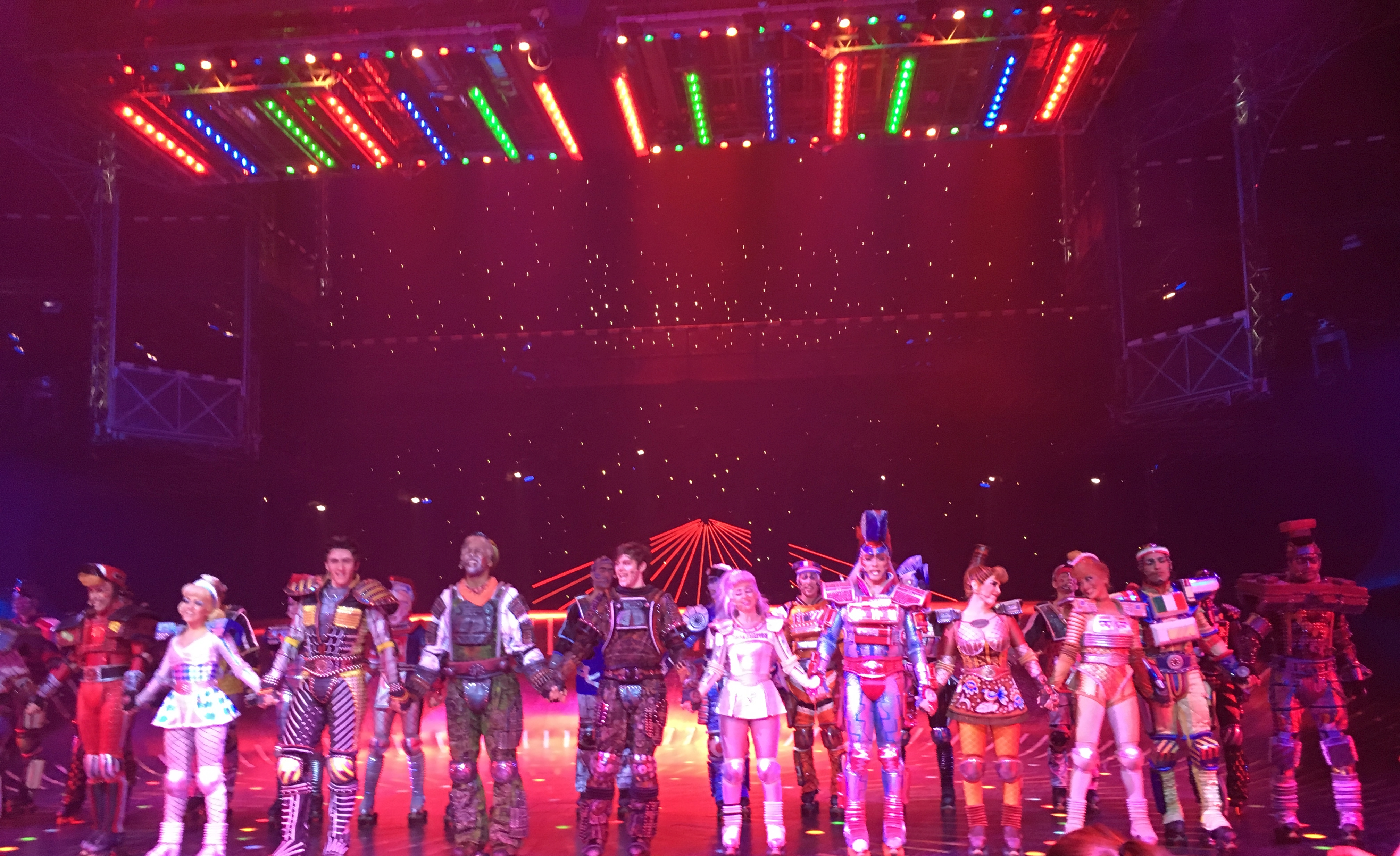
Starlight Express im Starlight Express Theater in Bochum (April 2018).

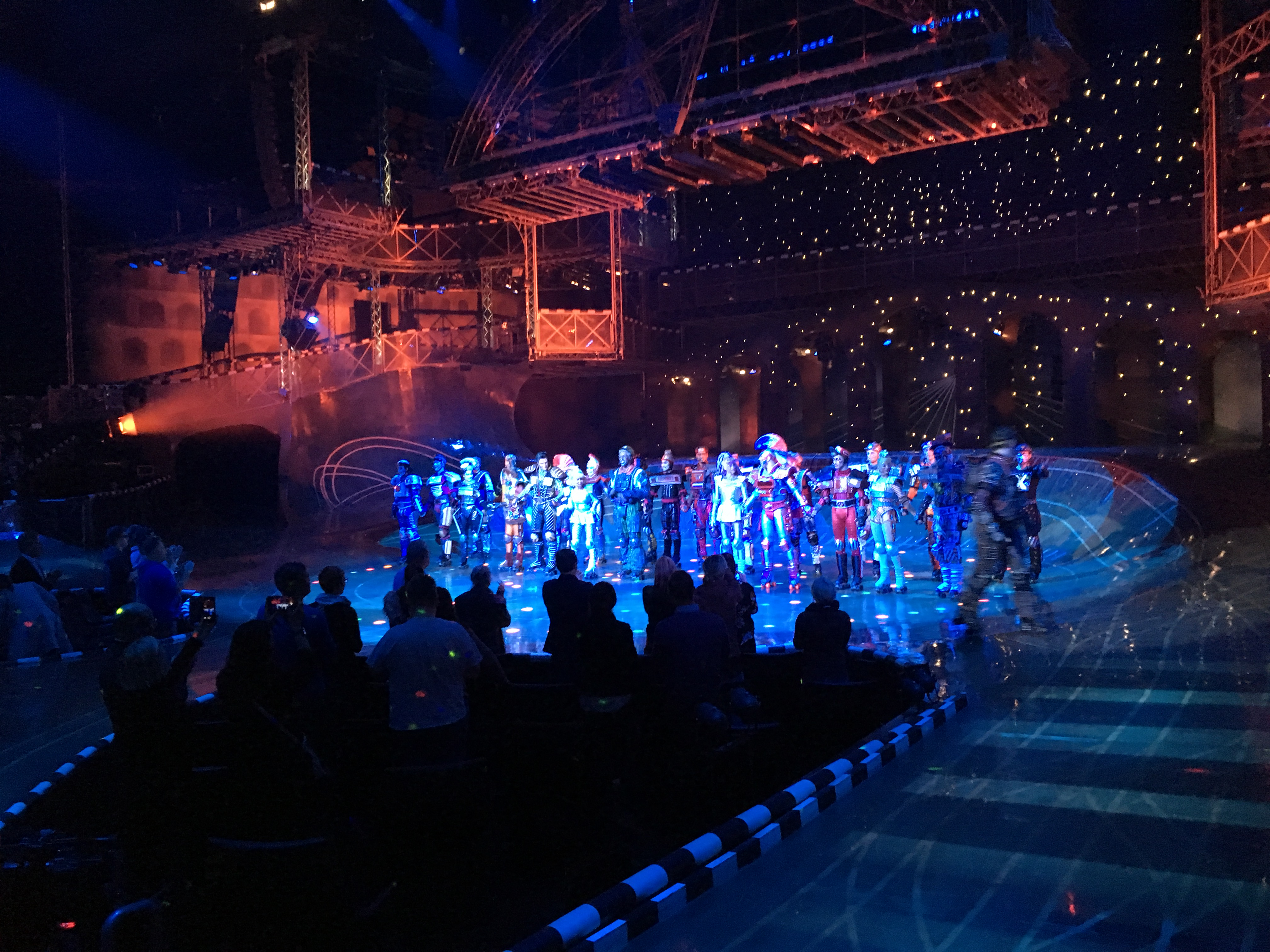
Starlight Express im Starlight Express Theater in Bochum (März 2018).

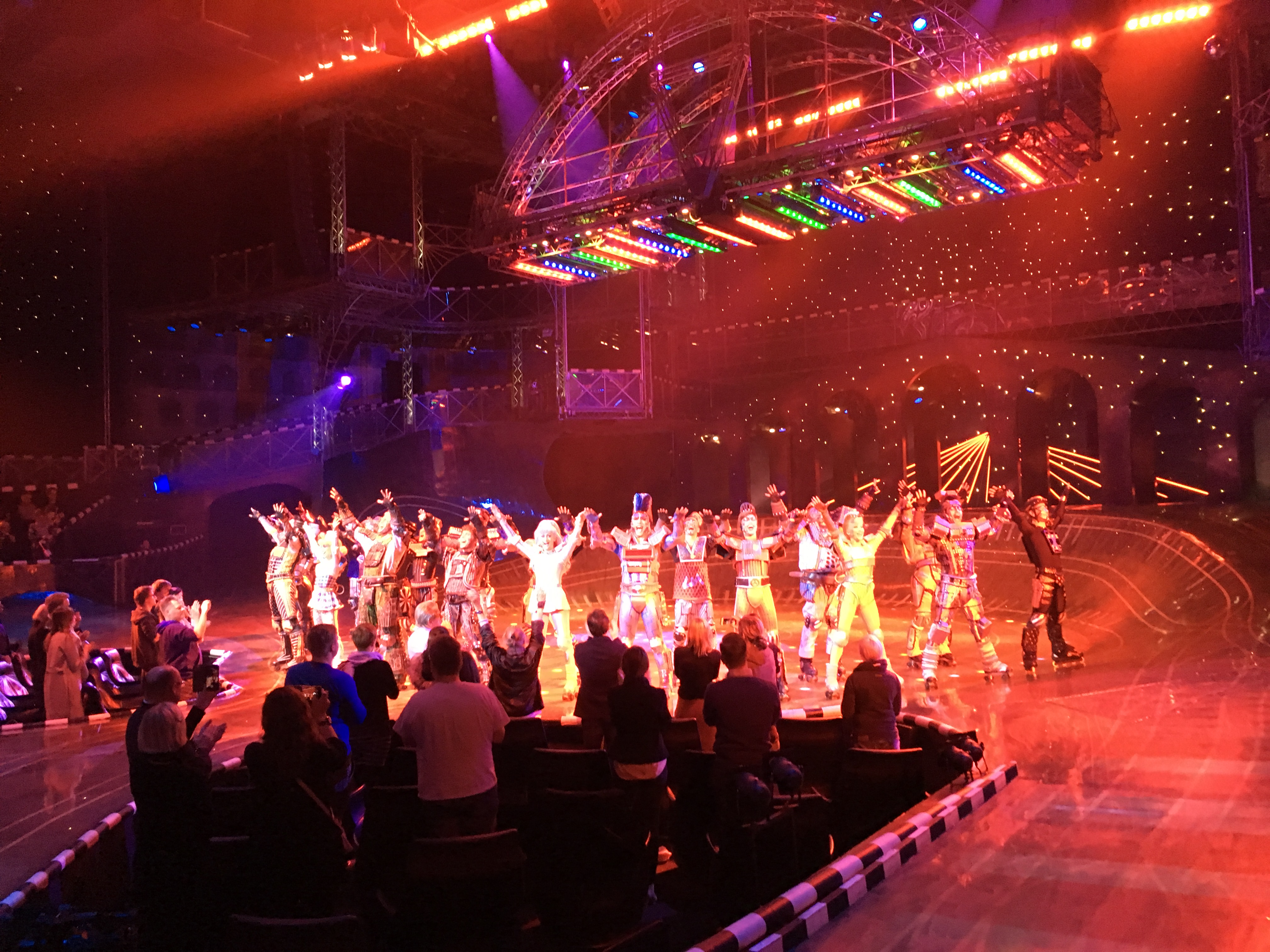
Starlight Express im Starlight Express Theater in Bochum (März 2018).

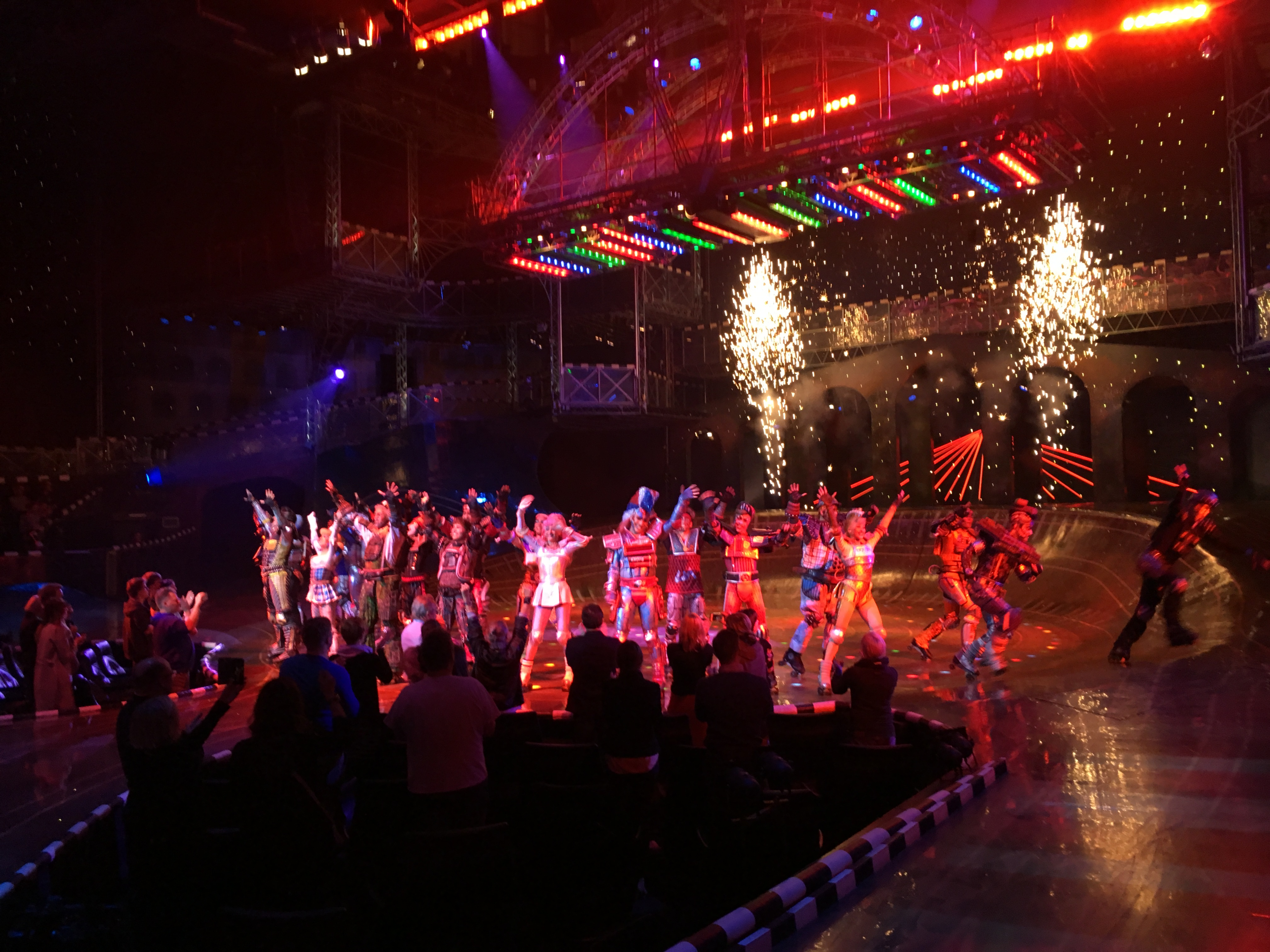
Starlight Express im Starlight Express Theater in Bochum (März 2018).

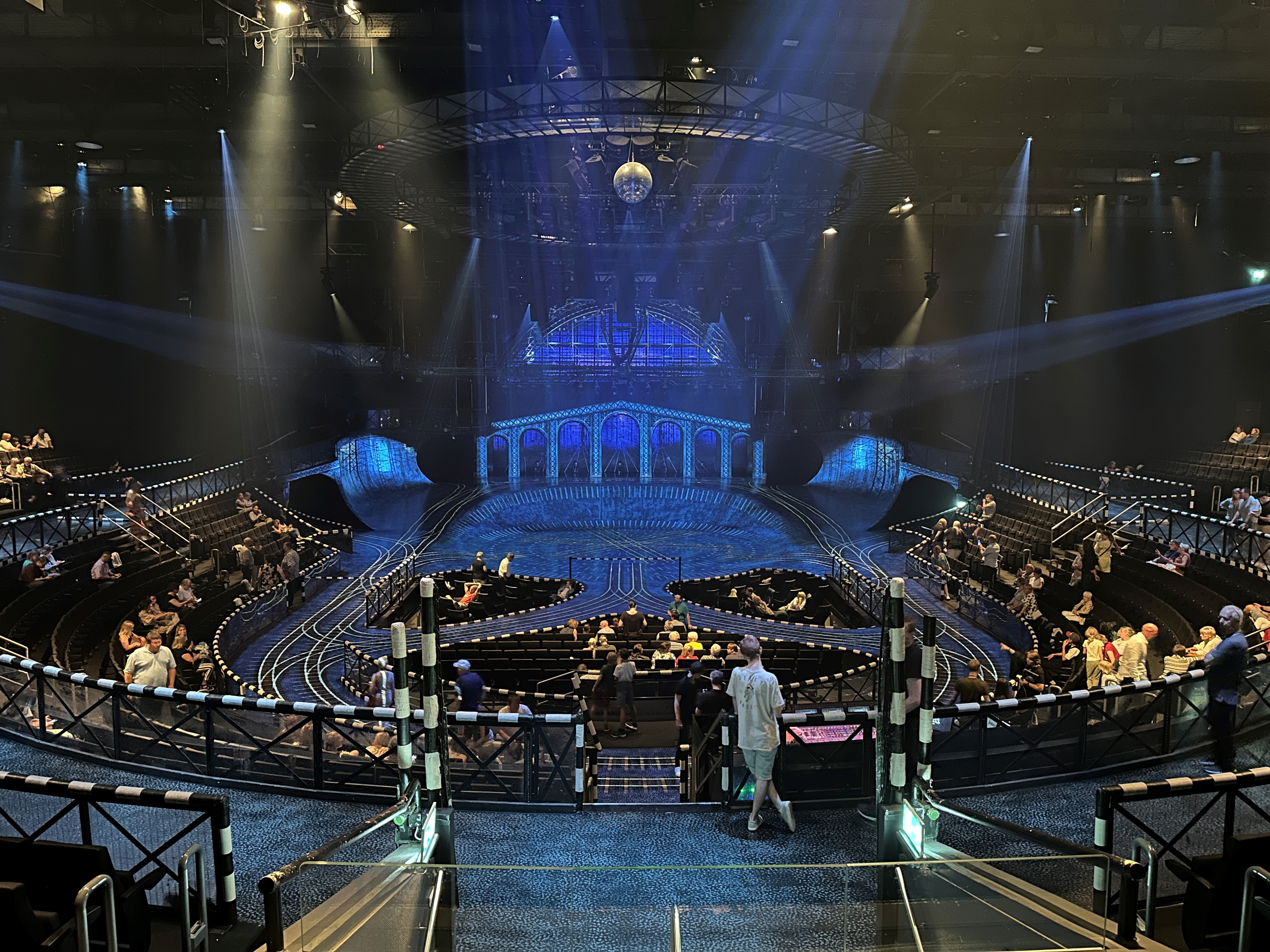
Bühne des Starlight Express aus der Sicht von den oberen Rängen

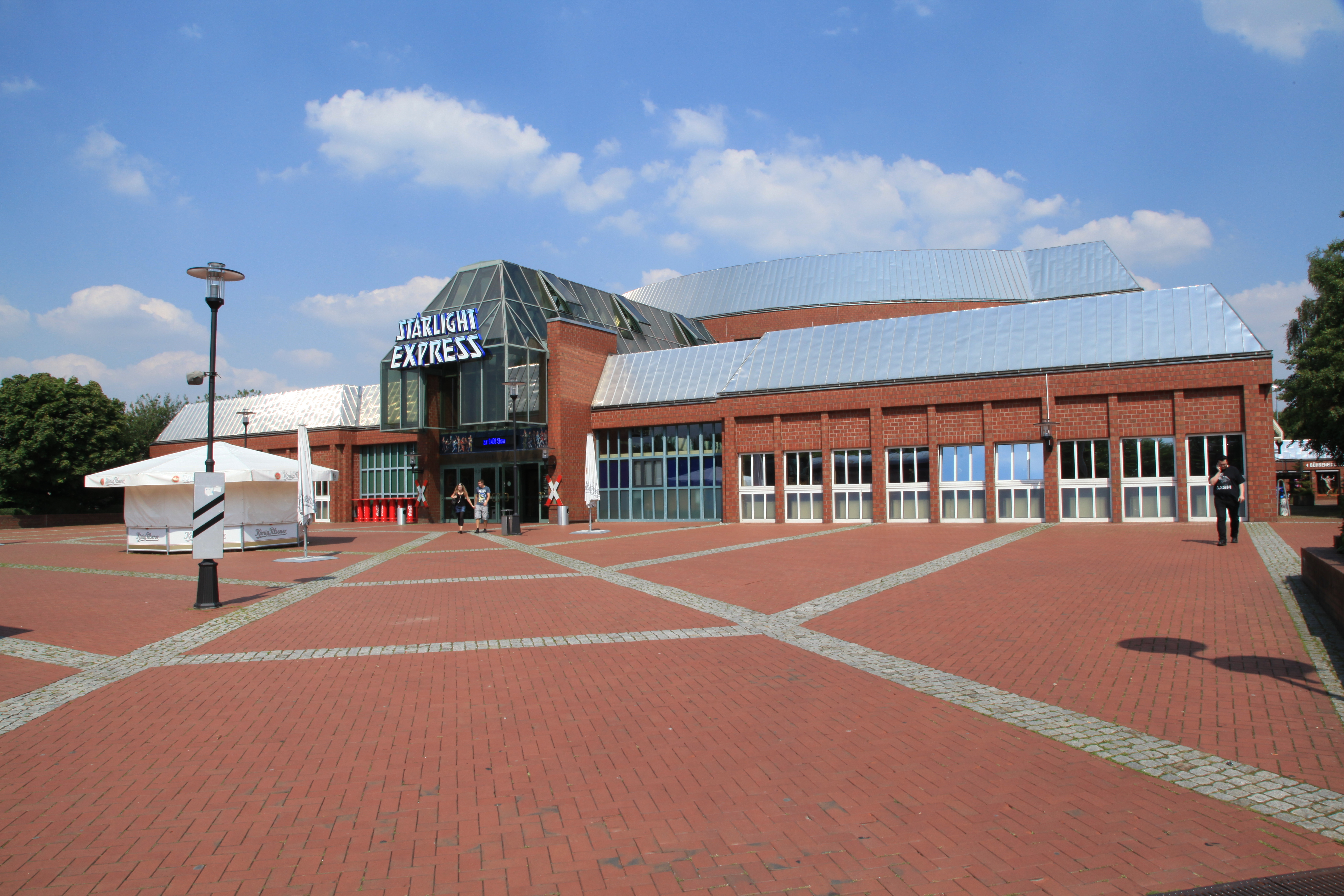
Starlight Express Theater Bochum

Starlight Express ist ein Musical mit der Musik von Andrew Lloyd Webber und Texten von Richard Stilgoe. Es basiert auf den Railway Series von Wilbert Vere Awdry und der Geschichte The Little Engine That Could von Watty Piper. Alle Darsteller, bis auf zwei Stuntleute, treten auf Rollschuhen auf, die Stuntleute fahren auf Inlineskates. Die Uraufführung fand am 27. März 1984 um 20 Uhr im Apollo Victoria Theatre in London statt, die Broadway-Premiere war am 15. März 1987 im Gershwin Theatre in New York. In Deutschland läuft das Stück seit dem 12. Juni 1988 im eigens erbauten Starlight Express Theater in Bochum. Dort hält es den Rekord für die längste Spielzeit eines Musicals an einem Ort.

## Inhalt
Im Musical werden Lokomotiven und Waggons jeweils von einem Darsteller auf Rollschuhen oder Inlinern recht temporeich dargestellt. Das Stück erzählt den Traum eines Kindes, in welchem die Weltmeisterschaft der Züge ausgetragen wird. Während des Stückes werden zwei Qualifikationsrennen ausgetragen, in denen sich die beiden erstplatzierten Züge für das Finale qualifizieren. Da es beim Finale zu einer Entgleisung kommt, findet ein weiteres Finale statt. Zwischendurch gibt es Streitszenen zwischen den mächtigen Lokomotiven und den Wagen, da diese von den Loks diskriminiert werden. Außerdem wird auch die Beziehung zwischen dem Wagen Pearl und der Lok Rusty sowie Dinah und der Lokomotive Greaseball thematisiert. Rusty schwärmt sofort für Pearl, doch Pearl ist noch neu und weiß noch nicht, wer ihre wahre Liebe ist. Greaseball wendet sich vor dem Finale von Dinah ab, erkennt aber, nachdem er dieses verloren hat, dass er sie doch braucht und entschuldigt sich bei ihr. Der Protagonist Rusty ist eine alte verrostete Dampflok, über die sich die anderen lustig machen. Dadurch verliert er seinen Mut und Optimismus. Die ebenfalls veraltete Dampflok "Mama" versucht ihn zu ermutigen, schafft es aber erst, nachdem sie die zweite Qualifikationsrunde gewonnen hat. Rusty ist immer noch skeptisch, bis er den Starlight-Express trifft, eine Art Gott der Züge, und dieser ihm Mut und Hoffnung macht. Im ersten Finale, nachdem er von dem hinterhältigen Bremswaggon Red Caboose hintergangen wurde, tritt er mit dem schweren Eisenwaggon Dustin an. Während des Rennens koppelt Greaseball den 1.-Klasse-Wagen Pearl ab. Rusty rettet Pearl, welche ihm ebenfalls Mut zuspricht. Kurz vor der Ziellinie verursachen die Lokomotiven Electra und Greaseball einen Unfall. Das ermöglicht Rusty das Finale zu gewinnen und den Weltmeistertitel zu erringen. Damit gewinnt er auch endgültig Pearls Herz und sie schwören sich ewige Liebe.

## Die Rollen
- Rusty ist eine veraltete rostige Dampflok. Er will an der Weltmeisterschaft teilnehmen, wird jedoch vom Mut verlassen, als der Wagen Pearl sich von ihm abwendet. Zu Beginn wirkt er wenig selbstbewusst, lernt jedoch während der Geschichte (mit der Hilfe des Starlight Express) an sich zu glauben.
- Greaseball, die Diesellokomotive aus den USA, ist der Titelverteidiger und Mitfavorit. Er macht sich über den anfänglichen Optimismus Rustys lustig und ist selbst sehr siegessicher („Keiner kann mich bremsen heut’ Nacht!“). Er spielt jedoch nicht immer fair: Im ersten Rennen startet er mit einem Frühstart, in allen Rennen behindert er die Mitstreiter auf unfaire Weise.
- Electra, die E-Lok, ist der absolute Favorit auf den Siegerposten. Er ist zum ersten Mal dabei und vollkommen modern ausgestattet. Im ersten Qualifikationsrennen wird Electra von Pearl unterstützt.
- Papa (bis 2018)/Mama (seit 2018), der/die alte Dampflok, ist im Gegensatz zu Rusty sehr von sich und Dampfzügen im Allgemeinen überzeugt. Als Rusty ohne Pearl das zweite Rennen nicht bestreiten will, tut er/sie es für ihn. Nachdem er/sie dabei den ersten Platz erreicht, ist seine/ihre – durch sein/ihr Alter ohnehin schon geringe – Kraft am Ende. Er/Sie macht Rusty Mut, indem er/sie ihm von der mysteriösen Identität des Starlight-Express erzählt. Papa/Mama singt hierbei gleichzeitig auch den Part des Starlight-Express, wobei die unaufgelöste Frage entsteht, ob Papa/Mama den Starlight-Express nur „spielt“, um Rusty den Glauben an sich selbst zu geben, oder ob es wirklich einen Starlight-Express gibt.
- Pearl ist der 1.-Klasse-Wagen. Zu Beginn wird sie von den Zügen verhöhnt, nur Rusty nimmt sie freundlich auf. Er versucht schon zu Beginn ihr Herz zu erobern, schafft es jedoch nicht, da sowohl Electra als auch Greaseball sich bemühen, sie für sich zu gewinnen. Im ersten Rennen fährt sie mit Electra, im Finale fährt sie mit Greaseball, bereut dies jedoch, da er sie abkoppelt. Rusty rettet sie, und nachdem er das Rennen gewonnen hat, werden sie ein Paar.
- Dinah ist der Bistrowagen und die Freundin von Greaseball. Da sie für einen fairen Wettbewerb eintritt, spricht sie Greaseball auf seinen Betrug im ersten Rennen an und wird daraufhin von ihm verlassen. Sie findet jedoch Trost bei Belle und Carrie, und schließlich gibt es auch für sie ein Happy End, da Greaseball sich bei ihr entschuldigt.
- Belle ist der Barwagen. Carrie ist der Gepäckwagen. Sie beide trösten Dinah und machen ihr Mut, um Greaseball zu bekämpfen (ersetzen seit 2018 Buffy den Buffetwagen und Ashley den Raucherwagen).
- Caboose ist der Bremswaggon und hat daher viel Macht über den Ausgang eines Rennens. Als er mit Rusty ein Rennen fährt und vorgibt, ihm zu helfen, stellt sich jedoch heraus, dass seine Verbundenheit nur vorgetäuscht ist. Er trickst Rusty und auch Greaseball zu Gunsten Electras aus. Doch auch das Engagement für Electra stellt sich als Finte zur Erreichung seiner eigenen Ziele heraus.
- Dustin ist der Eisenwaggon, der mit Rusty im Finale fährt. Allerdings muss Dustin Rusty überreden, mit ihm zu fahren, da Rusty ihn für zu schwer hält.
- Flat Top ist der Steinwaggon. Er himmelt Greaseball an und hält sich gern am Rand seiner Gang auf. Als diese gegen Rusty vorgeht, bleibt er jedoch erschrocken im Hintergrund und sorgt sich um Rusty.
- Die drei (bis 1989 vier) Rockys/Hip Hoppers (zwischen 2007 und 2018) sind Kastenwagen.
- Zu Electras Waggons zählen die sogenannten „Components“: der Reparaturwaggon Wrench, der Kühlwaggon Volta, der Sprengstoffwaggon Joule und der Sicherheitswaggon Killerwatt (seit 2018). (bis 2018 Krupp der Rüstungswaggon und Purse der Geldwaggon).
- Die weiteren Züge, die im Rennen antreten, sind der französische TGV Bobo (bis 2018)/Coco (seit 2018), aus Italien der Rom-Mailand-Express Espresso, der deutsche ICE Weltschaft (bis 1992)/Ruhrgold (seit 1992), aus Russland der Trans-Sibirien-Express Turnov, aus Japan der Shinkansenzug Hashamoto (bis 2018)/Manga (seit 2018) sowie die britische Lok Brexit (seit 2018, angelehnt an den tatsächlichen Brexit).
- Trax (seit 2005) sind zwei Darsteller, die schwarz-gelb gezeigt werden, sie stellen kein Land oder keine wichtige Rolle dar. Sie agieren oft im Hintergrund, machen manchmal Stunts oder klettern an den jeweiligen Mauern hoch, sind insgesamt aber eher unauffällig. Zudem werden sie nicht genauer thematisiert und machen nur bei Tänzen wie bei Greaseball im Hintergrund Saltos oder Backflips auf Rollschuhen.

Außerdem sind als Stimmen aus dem Off die Stimmen des kleinen Jungen, in dessen Traumwelt die Züge agieren, und dessen Mutter zu hören.

## Show
Die Bochumer Inszenierung im 1988 eigens für die Show errichteten Starlight Express Theater zeichnet sich durch aufwändige Lasereffekte und außergewöhnliche Kostüme und Rollschuhbahnen, die direkt durch die Zuschauerränge verlaufen, aus. Das Herzstück der Technik ist eine neun Tonnen schwere schwenkbare Brücke, die es den Darstellern ermöglicht, sich auf drei Ebenen zu bewegen. Zudem dient sie als Start- und Zielmarkierung. Da das Theater nur für dieses Stück gebaut wurde, konnte die Architektur perfekt auf die Bedürfnisse des Stücks zugeschnitten werden.
Im Oktober 2006 bekam „Greaseball“ brennende Rollschuhe und die E-Lok „Electra“ Funkenfontänen. Mittlerweile gibt es zwei Stunt-Skater („Trax“), die auf Inline-Skates zwischen den Rennen Tricks vorführen – Sprünge, Salti etc. – und während der Rennen als Streckenposten auftreten, aber keine gesanglichen Auftritte haben.
Im Zuge der 2018 erfolgten Überarbeitung des Stücks wurde auch das Theater für 4,5 Millionen Euro generalüberholt. Des Weiteren wurden alle Kostüme neu gestaltet und es wurden neue Rollen hinzugefügt. Die Änderungen an den Kostümen reichen über ein Ändern der Haarfarbe (Dinah → blond zu braun), bis zu der kompletten Neugestaltung einzelner Kostüme (Electra bekam ein weißes Aussehen, mit Glasfaserhaaren und Pearls Outfit wurde weiß. Vorher hatte sie ein komplett pinkes Kostüm mit pinken Haaren, jetzt hat sie blonde Haare und ein schlichtes weißes Outfit). 
Mittlerweile wurden 18 Millionen Besucher erreicht.

## Überarbeitungen
Das Stück hat im Laufe der Zeit an den unterschiedlichen Spielorten zahlreiche dramaturgische und musikalische Überarbeitungen erfahren. So gab es in der britischen Version ursprünglich auch einen Schlafwagen namens Belle, dessen Rolle aber bei der Überarbeitung 1992 gestrichen wurde. In der deutschen Fassung gibt es Belle, den Barwagen seit der Überarbeitung 2018, diese Figur ist jedoch neu und keine Überarbeitung der Londoner Belle.

### Überarbeitungen der deutschen Fassung
Im Jahr 2002 wurde die deutsche Fassung überarbeitet. Neben einem überarbeiteten Megamix, in dem am Ende noch einmal einige Melodien des Musicals zusammengefasst werden, wurde das Lied Crazy hinzugefügt und das Duett Du allein durch Allein im Licht der Sterne (engl. Next Time You Fall In Love, Text von Don Black) ersetzt. Die von Andrew Lloyd Webber komponierten Stücke wurden von Wolfgang Adenberg ins Deutsche übertragen.
2007 wurden die vier Rockies (Güterwagen) ähnlich der zweiten US-Tour durch die drei Hip Hopper ersetzt, die ebenfalls zu den Güterwagen gezählt werden.
Im Jahr 2008 gab es zum 20. Jubiläum erneut eine Überarbeitung. Die Ouvertüre wurde gekürzt, das Lied Liebesexpress wurde durch Dann pfeift er mir zu (engl. He’ll whistle at me) ersetzt und Allein im Licht der Sterne wurde durch Nur mit Ihm (engl. Only He) ersetzt. Der Musiktitel Dein Freund wurde komplett gestrichen.
Eine erneute Änderung erfolgte im Jahr 2013. Der Titel Nur mit ihm wurde durch Für immer ersetzt, welcher nicht von Lord Andrew Lloyd Webber komponiert wurde, sondern von seinem Sohn Alistair. Außerdem wurde Ne Lok mit Locomotion durch Nie genug ersetzt.
Am 13. Mai 2018 wurde am Ende der 19:00-Uhr-Show neben dem alljährlichen Cast-Wechsel eine erneute Überarbeitung angekündigt. Diese Überarbeitung wurde von Andrew Lloyd Webber selbst initiiert, da dieser der Ansicht war, dass das vor 33 Jahren uraufgeführte Musical nicht mehr zeitgemäß sei. Daraus entstand noch im selben Jahr ein Workshop auf Englisch, die der "post 2018" Version als Vorlage galt. Wichtigste Änderung war die Stärkung der weiblichen Rollen, weshalb die Rolle der Lok Papa durch Mama ersetzt und die französische Lok Bobo durch eine weibliche Version namens Coco ersetzt wurde. Neben der Ersetzung der Rollen Buffy und Ashley durch Carrie und Belle und der drei Hip Hopper durch drei Rockys, wurden auch die Lieder und Dialoge überarbeitet, wobei mit Überarbeitung der Dialoge auch durch vorherige Überarbeitungen entstandene Logiklöcher geschlossen wurden. Als Anspielung auf den EU-Austritt des Vereinigten Königreichs wurde ein Zug namens Brexit eingeführt (dieser stammt aus Großbritannien).

### Politisches Statement in Bochum
Als Reaktion auf den russischen Überfalls auf die Ukraine wurde die Inszenierung des Musicals in Bochum teilweise verändert. So wurde eine Wladimir Putin lobende Textpassage durch Hashtag Oligarch ersetzt und die russische Flagge wird seit 2022 nur noch eingerollt präsentiert.

## Musik
Andrew Lloyd Webber verbindet in dem Musical unterschiedliche Musikrichtungen wie Pop, Rock, Blues und Electro. Dabei sind den einzelnen Figuren/Zügen individuelle Motive und charakteristische Stile zugeordnet. Die draufgängerische Diesellok „Greaseball“ ist immer durch klassische Rock- und Blues-Sounds gekennzeichnet, die moderne E-Lok „Electra“ durch futuristische Synthesizer-Sounds. Die aufrichtige und verträumte Dampflok „Rusty“ erkennt man u. a. an poppigen Balladen.

### Die aktuellen Songs
Das Stück beinhaltet folgende 25 Songs:
1. Ouvertüre / Auftritt der internationalen Züge (Hier kommen die Züge erstmals zum Vorschein)
2. Rolling Stock
3. Crazy (Hier wird Rusty von Carrie, Dinah, Belle und den Engines als „Crazy“ dargestellt.)
4. Nennt mich Rusty, wenn ihr wollt
5. Ich bin ich (Song der Frauenrollen, da die männlichen Züge sie fertig machen wollten, sie aber dagegen ankämpfen)
6. Pfeife mir zu! (Lied zwischen Rusty und Pearl, in dem sie sich näher kommen)
7. Fracht ist Macht (Die Frachtwaggons treten auf)
8. AC/DC (Electras erstes Lied)
9. Pumping Iron (Hier singt Greaseball, dass er der beste sei)
10. Fracht ist Macht (Reprise)
11. Crazy (Reprise)
12. Hilf mir verstehen (Pearl kann sich nicht zwischen Rusty und Electra entscheiden.)
13. Mamas Blues (Auftritt der Mutter von Rusty)
14. Bummellok (Die Züge machen Rusty fertig, da er im Finale eh zu langsam sein wird)
15. Starlight Express
16. Der Rap (Greaseball gewinnt Pearl als Waggon für das Finale und verstößt Dinah)
17. A.B.G.E.H.Ä.N.G.T (Dinah ist traurig, da Greaseball sich einen anderen Waggon ausgesucht hat)
18. Mein Spiel (Caboose singt, dass er der Entscheider der Rennen ist und es ihm nur um Geld geht)
19. Nicht der rechte Zeitpunkt, nicht der rechte Ort (Die Rockys singen, dass Rusty lügen muss, um das Finale gewinnen zu können)
20. Starlight Sequenz (Rusty trifft den Starlight Express und findet neuen Mut)
21. Ich bin ich (Reprise) (Dinah ist voller Wut und trennt sich von Electra. Electra hat schnellen Ersatz und nimmt Caboose.)
22. Ein Rock’n’Roll zu viel (Greaseball, Electra und Caboose hatten einen Unfall und singen darüber)
23. Für immer (Pearl und Rusty kommen zusammen und schwören sich ewige Liebe)
24. Licht am Ende des Tunnels (Mama stellt klar, dass Dampfzüge die einzige Option sind)
25. Finale (Hier werden einige Songs nochmal präsentiert)

### Historie der Songs

#### 1. Akt
- Ouvertüre
- Rolling Stock
- Crazy (ab 2002)
- Liebesexpress (bis 2008)
- Nennt mich Rusty (ab 2008)
- Ne Lok mit Locomotion (bis 2013)
- Nie genug (2013 bis 2018)
- Ich bin ich (ab 2018)
- Dann pfeift er mir zu (2008 bis 2018)
- Pfeife für mich (ab 2018)
- Fracht ist Macht
- AC/DC
- Pumping Iron
- Fracht Reprise
- Crazy Reprise (ab 2018)
- Hilf mir verstehen
- Papas Blues (bis 2018)
- Mamas Blues (ab 2018)
- Bummellok
- Starlight Express

#### 2. Akt
- Parade (bis 1992)
- Hymne (bis 1992)
- The Rap (ab 1992)
- G.E.K.U.P.P.E.L.T. (bis 2018)
- A.B.G.E.H.Ä.N.G.T. (ab 2018)
- Girls Rolling Stock (bis 2018)
- Mein Spiel
- Nicht der rechte Zeitpunkt, nicht der rechte Ort
- Starlight Sequenz
- Ein Rock’n’Roll zu viel
- Du Allein (bis 2002)
- Allein im Licht der Sterne (2002 bis 2008)
- Nur mit ihm (2008 bis 2013)
- Für immer (ab 2013)
- Licht am Ende des Tunnels
- Megamix (ab 2002)

## Aufführungsgeschichte
- 27. März 1984 – 12. Januar 2002 (7.407 Vorstellungen): Apollo Victoria Theatre, London, Vereinigtes Königreich.
- 15. März 1987 – 8. Januar 1989 (761 Vorstellungen + 22 Preview-Shows ab 24. Februar 1987): Gershwin Theatre, New York City, USA.
- seit 12. Juni 1988: Starlight Express Theater, Bochum, Deutschland.
- ab 2024: Troubadour Wembley Park Theatre, London, Vereinigtes Königreich.

Daneben gab es mehrere Tournee-Produktionen im Vereinigten Königreich und in den USA und auch kleinere Produktionen in Australien, Südafrika und weiteren Staaten, die jedoch im Vergleich zu den Original-Produktionen in der Ausstattung deutlich reduziert waren, da die umfangreichen Aufbauten für kürzere Spielzeiten oder Tournee-Produktionen nicht realisierbar und transportabel sind.

## Dokumentationen
- 2018: Broadway in Bochum – Hinter den Kulissen von Starlight Express (45-minütige WDR-Dokumentation von Katrin Niemann anlässlich des 30. Geburtstags der Bochumer Produktion.)
- 2023: Starlight Express - Das Kultmusical im Pott. (45-minütige SAT.1-Dokumentation anlässlich des 35-jährigen Jubiläums des Musicals in Bochum.)

## Rezension
Der Musicalautor Michael Kunze bezeichnete Starlight Express als das schwächste Werk Andrew Lloyd Webbers. Bei den Musical1-Musicalwahlen 2016 erreichte Starlight Express dagegen den zweiten Platz in der Kategorie „Beliebtestes Long-Run Musical“.